# 제이 허걸리
제이 휴글리(Jay Huguley, 1966년 7월 26일 ~ )는 미국의 배우, 텔레비전 배우이다.
테너플라이에서 태어났다.

## 출연 작품
- 더 폭스 헌터 (2020년)
- 킬러맨 (2019년) - 제임스 매닝 역
- 이글 앤 더 알바트로스 (2018년)
- From Zero to I Love You (2019)
- 리지 (2018년) - 윌리엄 헨리 무디 역
- 하트, 베이비 (2017, Heart, Baby)
- 써니 인 더 다크 (2016년)
- 다크 하우스 (2016년) - 펠릭스 역
- 151경기 (2014년)
- 라이드 : 나에게로의 여행 (2014년) - 제이 역
- 핫 가이즈 위드 건스 (2013년)
- 노예 12년 (2013년) - 셰리프 역
- 하이젝트 (2012년) - 팀 힐 역
- 브라더스 앤 시스터스 (2006년)
- 썸머랜드 (2004년)
- 더 영 앤 더 레스트리스 (1973년)